# Machairodus
Machairodus (čeština přebírá vědecký název machairodus) byl rod šavlozubých kočkovitých šelem, jehož zástupci žili v období od pozdního miocénu (před asi 11,6 mil. lety) do středního pleistocénu (před asi 126 tis. lety) v Evropě, v Asii, Severní Americe a Africe.

## Charakteristika
Jméno v překladu znamená „nožový zub“. Lebka machairodů byla poměrně úzká, špičáky stály velikostí mezi zuby dnešních velkých koček a klasickými šavlozubými šelmami jako byl například smilodon. Ocas byl kratší než u současných velkých koček, ale delší než u rysů. Velikostí těla jednotlivé druhy machairodů oscilovaly od rozměrů současných levhartů po velmi vzrostlé tygry. Největší druh rodu Machairodus horribilis mohl vážit až okolo 400 kg. Lebka tohoto druhu nalezená v Číně a měřící na délku téměř 41 cm je největší známou lebkou mezi šavlozubci. Je pravděpodobné, že Machairodus žil ve skupinách podobných lvím smečkám. Kořistí mohly být různé velké druhy prehistorických býložravců – buvoli, mastodonti, nosorožci, bizoni aj.
Pokročilé formy machairodů (kabir, giganteus, kurteni, coloradensis) byly nedávno přeřazeny do rodu Amphimachairodus.